# 美並村立南上田小学校
美並村立南上田小学校 （みなみそんりつ みなみうえだしょうがっこう）は、かつて岐阜県郡上郡美並村（現・郡上市）に存在した公立小学校。

## 概要
- 現在の郡上市美並町上田の南部が校区であった。1965年、美並村立上田小学校（現・郡上市立吉田小学校）に統合され、廃校。

## 沿革
- 1873年（明治6年）12月 - 下田義校の支校として金翁義校が開校。木尾村、繁在村の児童が通学する。
- 1874年（明治7年）4月 - 金翁義校が下田義校から独立。
- 1875年（明治8年） - 下田村、根村、繁在村、木尾村が合併し、上田村が発足。
- 1886年（明治19年） - 南上田簡易科小学校に改称する。
- 1889年（明治22年）
  - 7月1日 - 山田村、高砂村、上田村が合併し、嵩田村が発足。
  - 8月 - 南上田尋常小学校に改称する。
- 1926年（大正15年）5月 - 農業青年学校を併設。
- 1941年（昭和16年）4月1日 - 南上田国民学校に改称する。
- 1947年（昭和22年）4月1日 - 嵩田村立南上田小学校に改称する。
- 1954年（昭和29年）11月1日 - 嵩田村と下川村が合併し、美並村が発足。同時に美並村立南上田小学校に改称する。
- 1965年（昭和40年）3月 - 上田小学校に統合され、廃校。